# Ceratozamia mexicana
Ceratozamia mexicana är en kärlväxtart som beskrevs av Adolphe-Théodore Brongniart. Ceratozamia mexicana ingår i släktet Ceratozamia och familjen Zamiaceae. IUCN kategoriserar arten globalt som sårbar. Inga underarter finns listade i Catalogue of Life.

## Bildgalleri

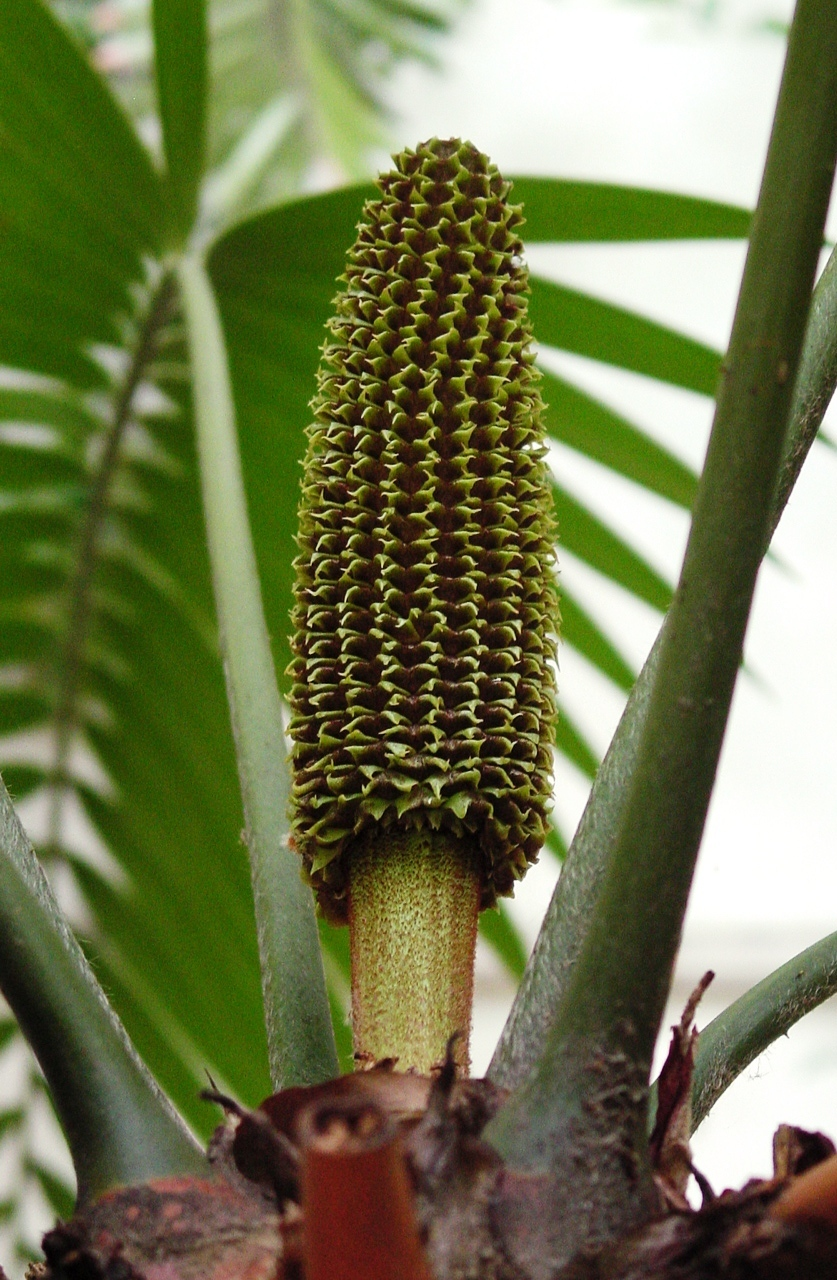
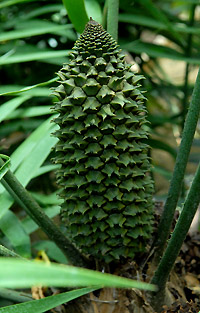
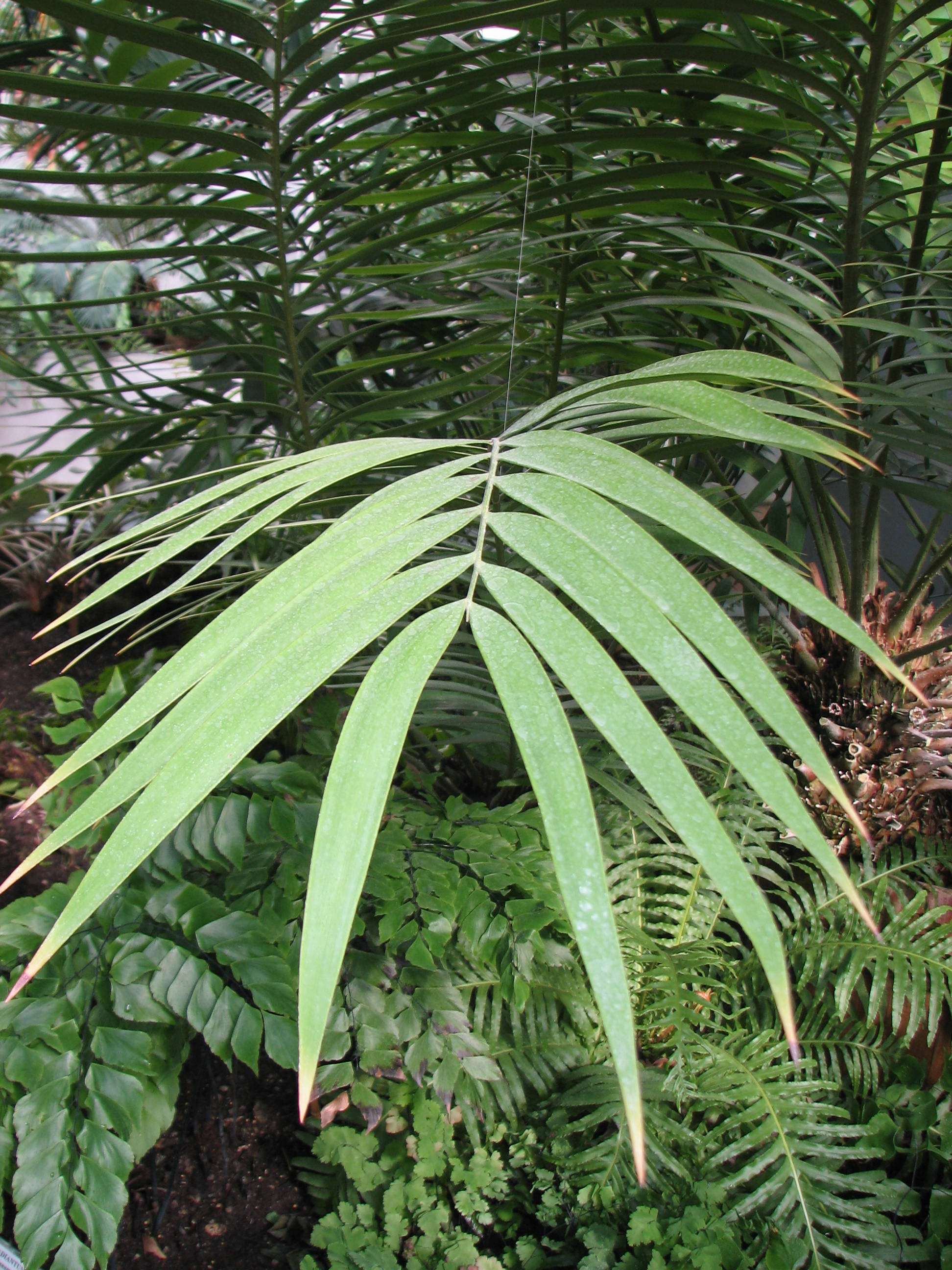
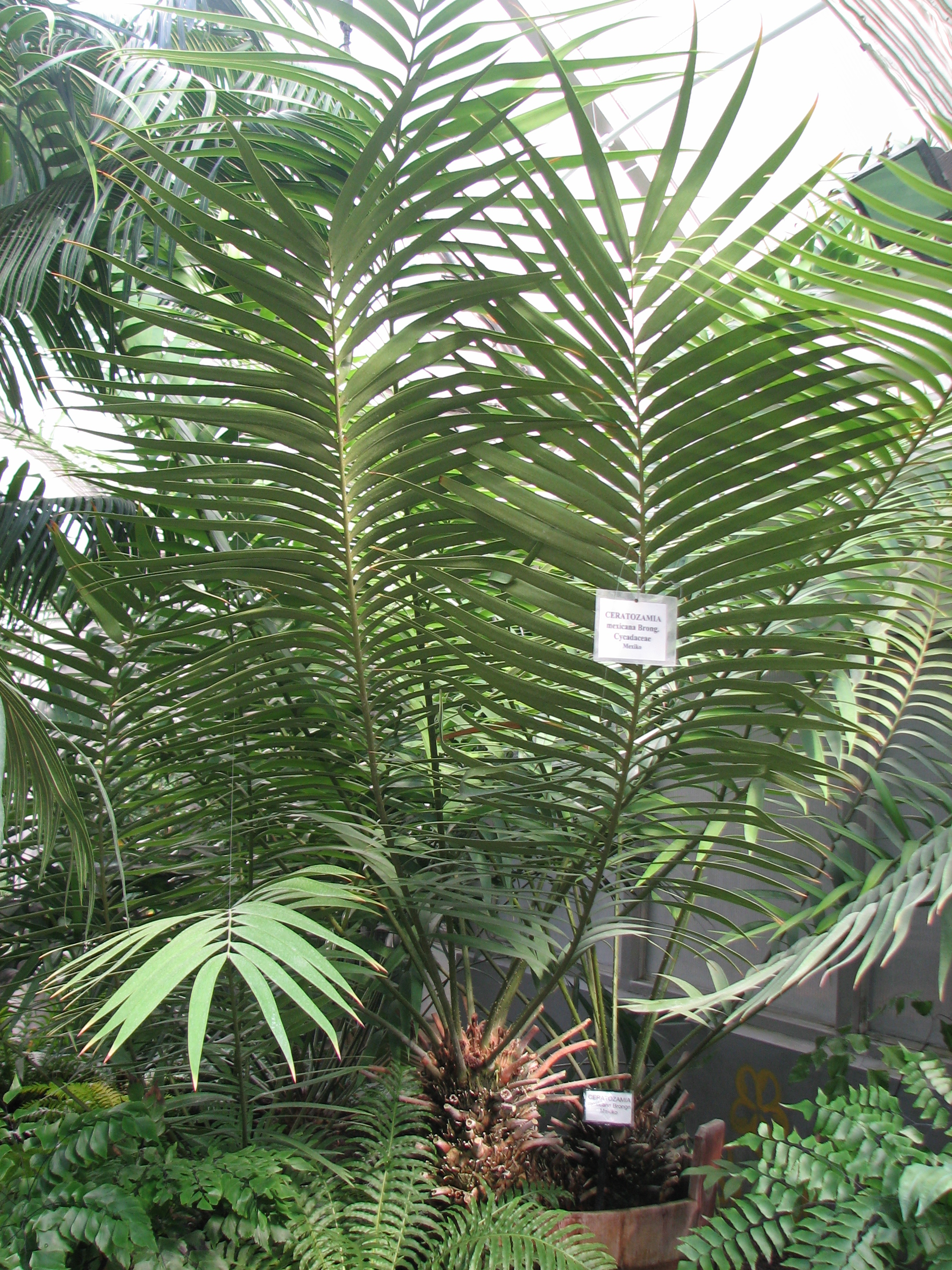
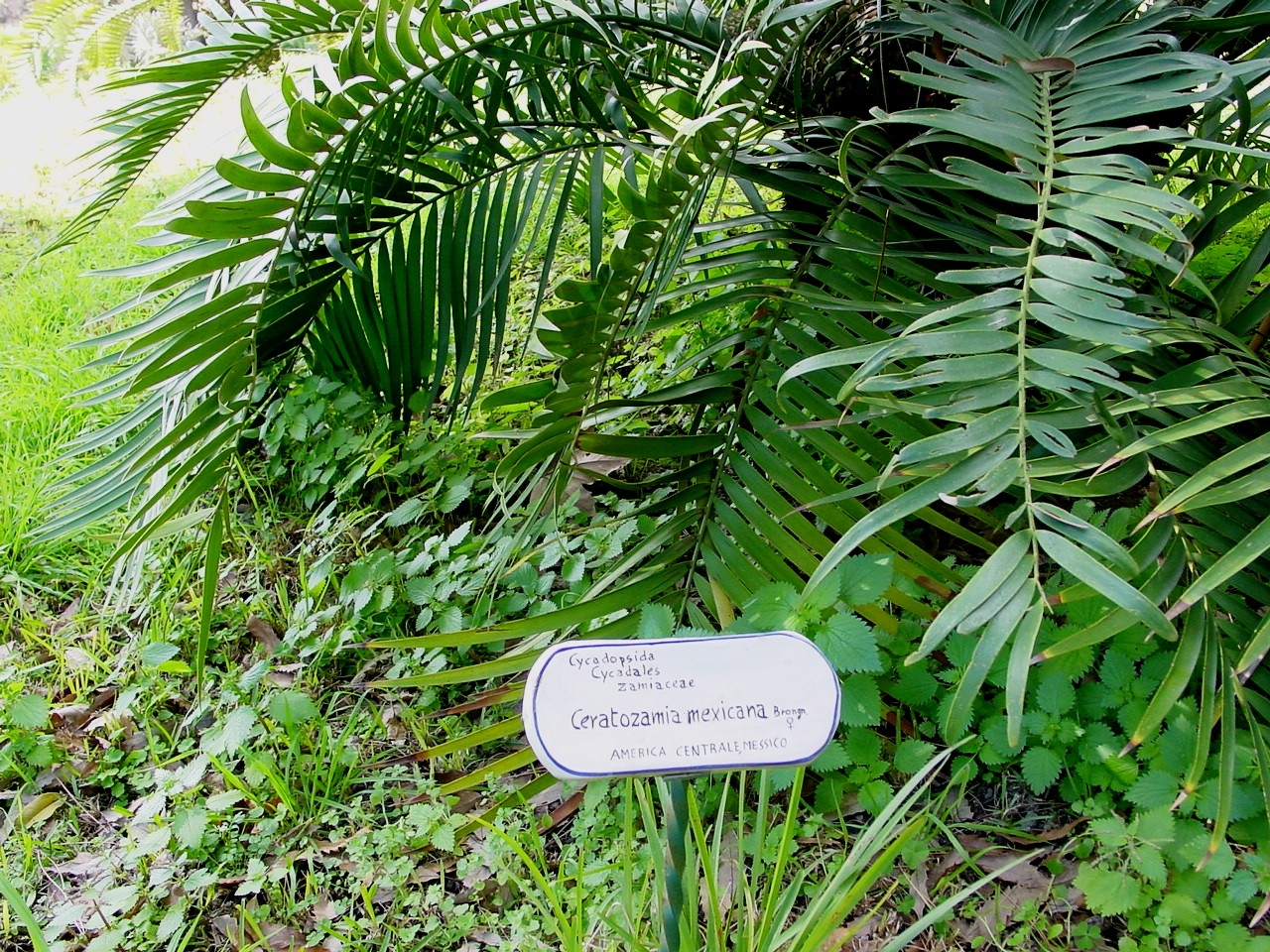
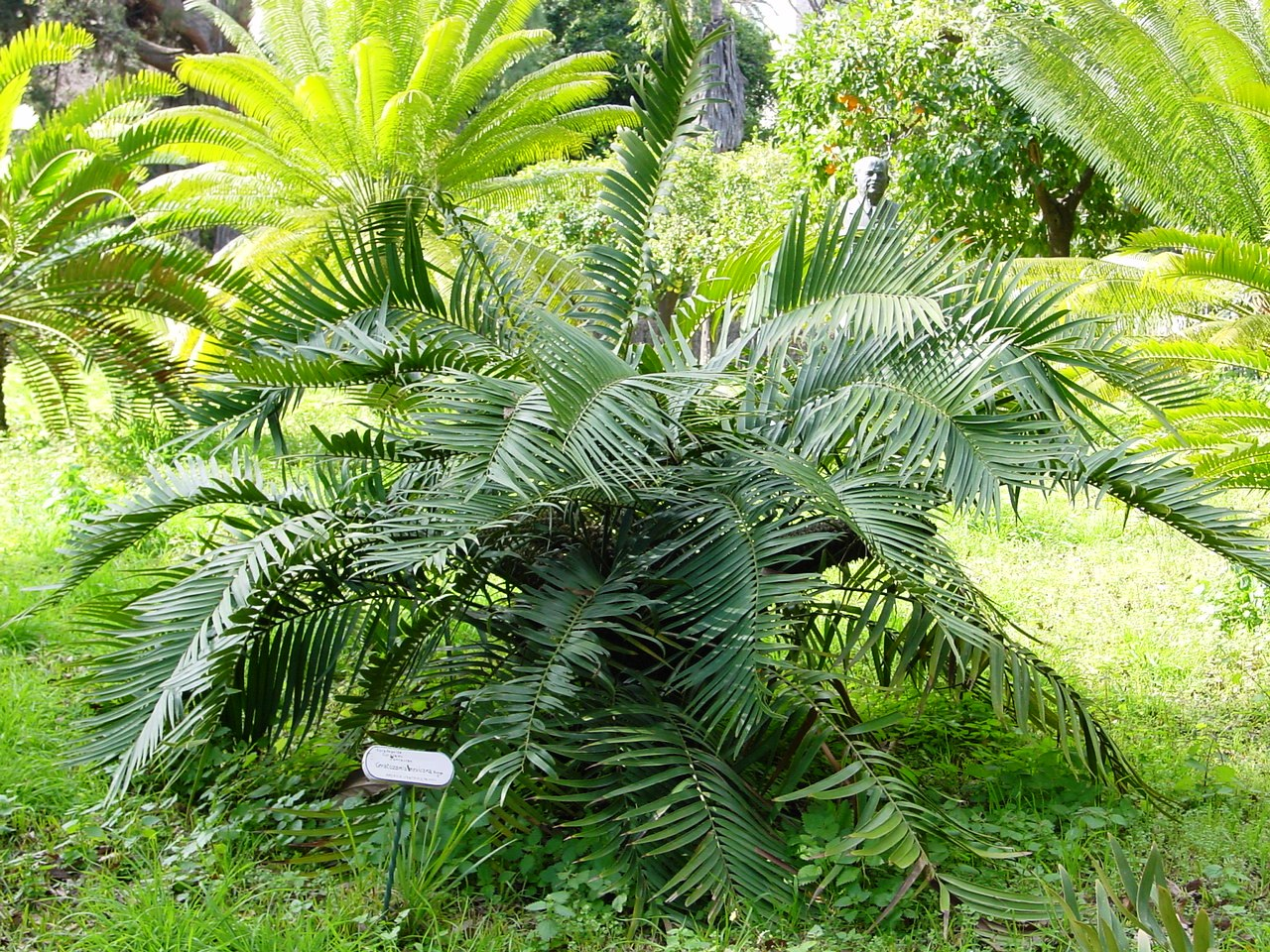